# Arancha González Laya
María Aránzazu González Laya (kortweg: Arancha González, San Sebastian, 22 mei 1969) is een Spaans jurist en sinds januari 2020 minister van Buitenlandse Zaken, Europese Unie en internationale samenwerking in de tweede-regering Sánchez, tijdens de veertiende legislatuurperiode.

## Loopbaan
Arancha González is geboren in San Sebastian, maar opgegroeid in de Baskische plaats Tolosa. Ze heeft rechten gestudeerd aan de Universiteit van Navarra, en een master Europees recht behaald aan de Carlos III-Universiteit in Madrid.

### Internationale loopbaan
Tussen 2002 en 2005 was ze woordvoerder van handel van de Europese Commissie en adviseur van de Europees commissaris van handel, Pascal Lamy. In die hoedanigheid was ze onder meer betrokken bij de onderhandelingen van meerdere vrijhandelsovereenkomsten en heeft ze ontwikkelingslanden geholpen toegang te krijgen tot de Europese markt. Als Lamy in 2005 algemeen directeur wordt van de wereldhandelsorganisatie (WTO), wordt ze zijn stafchef. In die functie vertegenwoordigd ze hem op de G-20 en ook speelt ze een doorslaggevende rol in de ontwikkeling van een programma dat de armste landen moet helpen beter te integreren in de wereldmarkt. Ze vervult deze functie tot 2013, als het mandaat van Lamy bij de WTO afloopt.
Vanaf 1 september 2013 is ze uitvoerend directeur van het Wereld Handelscentrum, een samenwerkingsorgaan van de Verenigde Naties en de wereldhandelsorganisatie. In die capaciteit werkt ze aan het vergroten van de coherentie tussen internationale handel en de strijd tegen de klimaatverandering, en aan het verstevigen van de economische positie van de vrouw.

### Minister van Buitenlandse Zaken
Bij aanvang van de veertiende Spaanse legislatuurperiode in januari 2020 wordt González benoemd tot minister van Buitenlandse Zaken, Europese Unie en internationale samenwerking in de tweede regering Sánchez. Bij haar aantreden verklaart ze Spanje terug op de kaart te zetten in de EU en in de wereld. Ook beloofd ze het multilateralisme en de mensenrechten in haar prioriteiten op te nemen.